# アクアステーション
アクアステーションは、三重県尾鷲市古江町にある、海洋深層水の利活用や情報発信、および地域住民の交流促進を目的とした施設である。正式名称は尾鷲市海洋深層水総合交流施設・分水施設。

## 概要
取水・分水を集中管理する管理施設、脱塩施設、分水施設、展示室や体験学習兼セミナー室等の交流施設から構成される。

### 総合交流施設
- 開館時間：午前9時 - 午後4時[2]
- 休館日：日曜日・月曜日・祝日および年末年始（12月29日 - 1月3日）[2]

### 分水施設
以下の5種類の深層水を提供している。
- 原水
- 淡水
- カルマグ水
- 濃縮水
- 高ナトリウム水

小口・中口の分水は総合交流施設の開館中に限られるが、大口分水については休館日を含め24時間可能となっている。

### 取水施設
深層水をくみ上げるために使われる取水管の長さは、つなぎ目なしの延長12.5キロメートルあり、この用途に使われる取水管としては世界一の長さである。

## 交通アクセス
鉄道
JR東海 紀勢本線 三木里駅または賀田駅
自動車
熊野尾鷲道路 三木里ICまたは賀田IC